# معركة مراكش (1908)
كانت معركة مراكش معركة مركزية في المغرب ، حيث استولى عبد الحفيظ على السلطة من شقيقه عبد العزيز ، وقاتل خارج مراكش ، المغرب في 19 أغسطس 1908. كتيبة بقيادة عبد العزيز غادرت الرباط وتعرضت لكمين وهُزمت عند اقترابها من مراكش من قبل القوات الموالية لعبد الحفيظ .

## تمهيد
في مايو 1907 ، دعا الأرستقراطيون الجنوبيون ، بقيادة زعيم قبيلة غلاوة ، سي المعداني الجلاوي ، عبد الحفيظ ، الأخ الأكبر لعبد العزيز ، ونائب الملك في مراكش ، ليصبح سلطانًا ، وفي أغسطس التالي تم إعلان عبد الحفيظ سلطاناً هناك بكل الإجراءات المعتادة.
في 5 أغسطس 1907 ، قصفت فرنسا واحتلت الدار البيضاء بعد مقتل الأوروبيين في أعمال شغب حرض عليها تنفيذ تدابير معاهدة الجزيرة الخضراء. وترتب عن هذا المؤتمر عدد من الاتفاقات في—7 أبريل، 1906—كانت المملكة المغربية قد وضعت تحت حماية القوى الأوروبية الاستعمارية الرئيسية (الإثني عشر بما فيها فرنسا، والمملكه المتحدةوإسبانيا وألمانيا وإيطاليا)، تحت ستار الإصلاح، الحداثة وتدويل الاقتصاد المغربي. الأزمة المغربية الأولى (1905) وقد عقد المؤتمر بعد سنوات من التناحر (منذ اواخر القرن التاسع عشر) على الأراضي المغربية. في عام 1901 مقتل تاجر وهراني على الساحل الريفي يؤدي إلى تدخل وزير الشؤون الخارجية الفرنسية ديكلسي وخلص إلى اتفاق مع سلطة المغربية، يسمح لفرنسا «بمساعدة» السلطات المغربية في المناطق الشرقية السائبة في المغرب.  في سبتمبر ، وصل عبد العزيز إلى الرباط من العاصمة فاس ، وسعى لتأمين دعم القوى الأوروبية ضد أخيه. من فرنسا قبل الطوق الكبير لجوقة الشرف ، وتم تمكينه لاحقًا من التفاوض على قرض وأثار المزيد من المعارضة لحكمه ، وفي يناير 1908 أُعلن خلعه من قبل العلماء من فاس الذي قدم العرش لعبد الحفيظ.

## معركة
بعد شهور من الخمول ، بذل عبد العزيز جهدًا لاستعادة سلطته ، واستقال من الرباط في يوليو ، ليسير نحو مراكش . تم الإطاحة بقوته ، بسبب الخيانة إلى حد كبير ، في 19 أغسطس عندما اقترب من تلك المدينة